# Novartis
Novartis (от латинских корней Novae Artis —"новые достижения") — транснациональная фармацевтическая компания, одна из крупнейших в мире. Компания работает в 140 странах; штаб-квартира расположена в Базеле, Швейцария. Novartis — полноправный член европейской Федерации Фармацевтической промышленности и Ассоциаций (EFPIA), Международной федерации Производителей фармацевтической продукции и Ассоциаций (IFPMA), и Фармацевтического Исследования и Производителей Америки (PhRMA). В списке крупнейших компаний мира Forbes Global 2000 за 2024 год Novartis заняла 99-е место.

## История
Корпорация Novartis образовалась в марте 1996 году в результате слияния компаний Sandoz и Ciba‑Geigy. 23 апреля слияние было одобрено Евросоюзом, 17 июня — акционерами компании Ciba‑Geigy, 24 июня — Федеральной торговой комиссией США; 7 марта компания Novartis появилась в коммерческом регистре Швейцарии. Компания Sandoz была основана в 1886 году и первоначально производила красители, но с 1895 года также занялась фармацевтикой. Ciba‑Geigy Ltd возникла в 1971 году при объединении компаний Ciba, основанной в 1859 году и Geigy («Гайги»), основанной в 1759 году. Все три компании были расположены в Базеле. Были объединены только направления фармацевтики и агрохимии, другие подразделения были проданы или выделены в самостоятельные компании, в частности Ciba Specialty Chemicals.
13 мая 1997 года был создан научно-исследовательский институт Novartis Institute for Functional Genomics. В 2000 году подразделение агрохимии было объединено с аналогичным подразделением AstraZeneca в компанию Syngenta. В 2004 году открылся Институт Тропических заболеваний Novartis в Сингапуре, занимающийся биомедицинскими исследованиями тропической лихорадки и поиском лекарства против туберкулёза.
В 2005 году была куплена компания Hexal AG, ведущий немецкий производитель дженериков, а также американская компания Eon Labs, что позволило компании Sandoz стать лидером в этой сфере фармацевтики. Ещё одна американская компания, Chiron Corporation, была куплена в 2006 году.
В 2007 году были проданы непрофильные активы — компании Gerber (производство детского питания) и Medical Nutrition (продукты для искусственного кормления), их покупателем стала другая швейцарская корпорация Nestlé. Тем самым Novartis сконцентрировалась на фармацевтике. В 2010 году за $39,3 млрд был куплен крупнейший в мире производитель офтальмологической продукции компания Alcon. Общая стоимость Alcon составила 60 млрд долларов.
В 2014—2015 годах была проведена реструктуризация корпорации. Ветеринарное направление было продано американской компании Eli Lilly and Company, отдел вакцин (кроме противогрипповых) — компании GlaxoSmithKline (GSK). Взамен у компании GSK были приобретены активы онкологического направления, а безрецептурные направления Novartis и GSK были объединены в компанию GSK Consumer Healthcare под мажоритарным управлением GSK (63,5 %), у Novartis 36,5 % соответственно и 4 места в совете директоров из 11. Сделка вступила в силу в 2015 году. Отдел вакцин от гриппа был продан австралийской компании CSL в июле 2015 года за $275 млн.
В 2018 году за 3,9 млрд долларов была куплена французская компания в сфере ядерной медицины Advanced Accelerator Applications. Также в 2018 году была приобретена американская компания Avexis с разработками в лечении редких неврологических генетических заболеваний; стоимость сделки составила 8,7 млрд долларов. В июле 2018 года компания приняла решение о закрытии исследовательского центра по разработке противовирусных и антибактериальных препаратов в Сан-Франциско с целью сконцентрироваться на создании препаратов для лечения онкологических заболеваний (генная терапия), а также новых исследованиях в области неврологии и офтальмологии. В октябре 2018 года была куплена американская компания Endocyte.
В 2019 году Alcon была выделена в самостоятельную компанию. В октябре 2023 года также была выделена Sandoz. В ноябре 2019 года за 9,7 млрд долларов была приобретена компания The Medicines Company, её главной разработкой был инклисиран, препарат для снижения уровня холестерина. В марте 2024 года за 2,7 млрд евро была куплена немецкая биофармацевтическая компания MorphoSys.

## Руководство
- Йорг Райнхардт (нем. Joerg Reinhardt, род. в 1956 году) — независимый неисполнительный председатель совета директоров Novartis с августа 2013 года, в компании с 1982 года (до 1996 года в Sandoz). Член международной федерации фармацевтических производителей и ассоциаций (IFPMA)[2].
- Васант Нарасимхан (Vasant Narasimhan, род. 26 августа 1976 года) — главный исполнительный директор (CEO) с 2018 года, в компании с 2005 года[2].

## Акционеры
Акции Novartis котируются на Швейцарской и Нью-Йоркской фондовых биржах. Казначейские акции по состоянию на конец 2024 года составляли 9,7 %. Значимыми акционерами были:
- BlackRock — 7,1 %;
- UBS Fund Management (Switzerland) AG — 5,9 %[4].

## Деятельность
Научно-исследовательская организация компании носит название Novartis Institutes for BioMedical Research и объединяет институты в США, Швейцарии, Сингапуре и Китае, в которых работает 6000 сотрудников. Расходы на исследовательскую деятельность в 2024 году составили $9,3 млрд.
Производственные мощности включают фабрики в Швейцарии (3), США (4, штаты Нью-Джерси, Массачусетс, Северная Каролина, Индиана), Австрии (1), Словении (1), Франции (1) и Италии (1).
Основные препараты по доле в выручке за 2024 год:
- Энтресто (валсартан+сакубитрил, Entresto/Юперио) — гипертония, хроническая сердечная недостаточность, $7,8 млрд;
- Косентикс (секукинумаб, Cosentyx) — дерматология (псориаз), $6,1 млрд;
- Кесимпта (офатумумаб, Kesimpta) — хронический лимфолейкоз, $3,2 млрд;
- Кискали (рибоциклиб, Kisqali) — рак молочной железы, $3,0 млрд;
- Промакта (eltrombopag, Promacta/Revolade) — онкология, $2,2 млрд;
- Тафинлар (дабрафениб, Tafinlar/Mekinist) — онкология (меланома), $2,1 млрд;
- Джакави (руксолитиниб, Jakavi) — онкология (миелофиброз), $1,9 млрд;
- Тасигна (нилотиниб, Tasigna) — онкология (хронический миелоидный лейкоз), $1,7 млрд;
- Xolair (омализумаб) — астма, $1,6 млрд;
- Иларис (канакинумаб, Ilaris) — иммунология (болезнь Стилла), $1,5 млрд;
- Pluvicto (Lutetium (Lu-177) vipivotide tetraxetan) — радиотерапия раковых опухолей изотопом лютеций, $1,4 млрд;
- Сандостатин (остеотид, Sandostatin) — онкология, $1,3 млрд;
- Золгенсма (онасемноген абепарвовек, Zolgensma) — спинальная мышечная атрофия, $1,2 млрд;
- Луцентис (ранибизумаб, Lucentis) — офтальмология, $1,0 млрд;
- Леквио (инклисиран, Leqvio) — снижение уровня холестерина, $754 млн.

Три четверти продаж приходятся на установившиеся рынки (США, Канада, Западная Европа, Япония, Австралия и Новая Зеландия), всего же продукция продаётся в 120 странах. Доля США в выручке компании составляет 42 %, Европы — 31 %, Азии, Африки и Австралии — 20 %, Канады и Латинской Америки — 7 %. Выручка за 2024 год составила 50,3 млрд долларов, из них на США пришлось 21,1 млрд долларов, на Китай — 3,9 млрд долларов, Германию — 3,7 млрд долларов, Францию — 1,7 млрд долларов, Швейцарию — 1,3 млрд долларов.

## Финансовые показатели
|                     | 2001…  | 2006…  | 2011  | 2012  | 2013  | 2014  | 2015  | 2016  | 2017  | 2018  | 2019  | 2020  | 2021  | 2022  | 2023  | 2024  |
| ------------------- | ------ | ------ | ----- | ----- | ----- | ----- | ----- | ----- | ----- | ----- | ----- | ----- | ----- | ----- | ----- | ----- |
| Оборот              | 18,76… | 36,03… | 58,57 | 51,08 | 51,87 | 52,18 | 49,41 | 48,52 | 49,11 | 44,75 | 47,45 | 48,66 | 51,63 | 43,38 | 46,66 | 51,72 |
| Чистая прибыль      | 3,825… | 7,202… | 9,245 | 9,383 | 9,292 | 10,28 | 17,79 | 6,698 | 7,703 | 12,61 | 11,74 | 8,071 | 24,02 | 6,955 | 14,85 | 11,94 |
| Активы              | 39,79… | 68,01… | 117,5 | 124,2 | 126,3 | 125,4 | 131,6 | 130,1 | 133,1 | 145,6 | 118,4 | 127,8 | 131,8 | 117,5 | 99,95 | 102,2 |
| Собственный капитал | 24,98… | 41,29… | 65,94 | 69,26 | 74,47 | 70,84 | 77,12 | 74,89 | 74,23 | 78,69 | 55,55 | 56,67 | 67,82 | 59,34 | 46,67 | 44,05 |

## Novartis в России
В России первое представительство компаний, образовавших впоследствии «Новартис», открылось в 1876 году, а в 1915 году появилась первая фабрика в Москве.
В 1969 году, после длительного перерыва, вновь открылось представительство в Москве, которое работает по настоящее время.
На российском рынке Novartis работает как российская компания, то есть является не представительством, а закрытым акционерным обществом.
Основным партнёром глобального подразделения по корпоративным исследованиям Novartis в России является Институт биоорганической химии им. академиков М. М. Шемякина и Ю. А. Овчинникова. Собственное производство в России открылось в июне 2015 года в Санкт-Петербурге.
В 2006 году объём продаж Novartis в России вырос на 53 %, причём компания заняла первое место в стране, опередив прежнего лидера Sanofi-Aventis. Общий оборот Novartis Group в России в 2006 году составил $514 млн.
Компания продаёт в России такие препараты, как Вольтарен Эмульгель, Длянос, Ламизил, Тавегил, Терафлю, Фенистил, Динамизан, Синекод, Отривин, Прокто-Гливенол, Виброцил и Экседрин.
В марте 2022 года Novartis приостановила капитальные инвестиции и коммерческие маркетинговые проекты, носящие рекламный характер, в Российской Федерации, при этом заявив о намерении продолжать поставки препаратов и проведение уже запущенных клинических исследований.

### Конфликты
В конце 2014 года Novartis обратилась в арбитражный суд города Москвы с требованием отменить регистрацию и продажи до августа 2016 года препарата Несклер, включённого в перечень жизненно необходимых и важнейших лекарственных препаратов (ЖНВЛП), ссылаясь на 61-ФЗ «Об обращении лекарственных средств», согласно которому «не допускается получение, разглашение, использование в коммерческих целях и в целях государственной регистрации ЛП (лекарственного препарата) информации о результатах доклинических исследований лекарственных средств и клинических исследований лекарственных препаратов, представленной заявителем для государственной регистрации ЛП, без его согласия в течение шести лет с даты государственной регистрации ЛП». «Несклер», созданный российской биотехнологической компанией «Биоинтегратор» Центра высоких технологий «ХимРар», является дженериком препарата против ремиттирующего рассеянного склероза под торговым названием «Гилениа» (международное непатентованное наименование — финголимод), разработанного Novartis и зарегистрированного в России в августе 2010 года. К концу ноября 2015 года стороны прошли уже несколько инстанций арбитражного суда, однако окончательного решения пока так и не принято. По мнению Союза фармацевтических и биомедицинских кластеров России, если Novartis выиграет, будет создан прецедент широкого толкования российского закона об обращении лекарственных средств, что может сильно затормозить импортозамещение в отрасли.

## Достижения Novartis
Разработки Novartis в фармакологии несколько раз приводили к существенному прогрессу в лечении тяжёлых заболеваний. В 1982 году был создан иммуносупрессивный препарат Сандиммун, что привело к резкому увеличению числа операций по пересадке органов во всём мире.
Препарат Сандостатин применяется при кровотечениях из варикозно расширенных вен пищевода и желудка и некоторых других угрожающих жизни состояниях.
Гливек позволил осуществить прорыв в лечении хронического миелоидного лейкоза.
За разработку Сандиммуна и Сандостатина компания была удостоена премий Галена, разработка Гливека отмечена в 2002 году, разработка Юперио/Entresto отмечена международной премией Галена в 2022 году
Препарат Коартем, предназначенный для лечения малярии, прошёл предварительную квалификацию Всемирной организации здравоохранения. Лекарство стало первым сильнодействующим комбинированным препаратом на основе артемизинина, который доступен для государственных закупок.

## Критика
В 2020 году Novartis была оштрафована на 385 млн евро французским антимонопольным управлением за грубые методы продвижения препарата Луцентис (ранибизумаб). Представители компании всячески убеждали врачей прописывать Луцентис, а не Авастин (бевацизумаб), который стоит в 30 раз дешевле, но эффективен при тех же показаниях.
В том же 2020 году американский филиал Novartis Pharmaceuticals Corporation согласился уплатить 642 млн долларов Министерству юстиции за прекращение следствия в отношении незаконных платежей. Следствие касалось фактов платежей компанией пациентам, которые получали препараты Novartis через систему Medicare, а также проплат врачам, которые выписывали пациентам лекарства производства Novartis.